# Un amore perfetto
Un amore perfetto è un film commedia romantica del 2001, diretto da Valerio Andrei e con protagonista il cantante Cesare Cremonini.

## Trama
Celestino detto Cé si gode la riviera romagnola a Cervia nel suo splendore insieme all'amico Bernie: discoteche, risate e belle ragazze.
Cé aiuta i suoi genitori in una piccola pensione a conduzione familiare, mentre Bernie è mantenuto dal padre.
Dopo tante storie da una sola notte, Cé incontra la ragazza della sua vita, Laura: se ne innamora, stanno insieme, fanno progetti per il futuro anche se, ogni tanto, continua a farla soffrire con delle infantili scappatelle.
Un giorno, i due amici filmano per caso nell'albergo della famiglia di Cé le trattative di due trafficanti di uranio: pensano quindi di ricattare uno degli uomini nel video per sistemarsi definitivamente.
Cé però entra in crisi: facendosi prendere dalla smania dei soldi e della trattativa si allontana, lasciando Laura sempre più con Bernie. Conoscendosi meglio, i due si innamorano, pur soffrendo per la notizia da dare al loro migliore amico.
Quando Cé viene a sapere la verità si arrabbia, e considera l'amico un traditore; beve e fuma per dimenticare ma non serve a nulla.
Rimasto solo, Cé è costretto a chiedere l'aiuto di Nanna e di una sua amica per completare il piano e finalizzare la trattativa. L'amico di Cé coinvolge in un incidente d'auto la coppia di trafficanti, mentre lui e la donna vanno all'incontro per la consegna. Ma le cose non vanno come previsto; la donna si lascia prendere dall'adrenalina e tira fuori una pistola con la quale inizia a sparare sui malviventi. Nel caos che ne consegue, lei riesce a scappare con la valigetta dei soldi, mentre Cé, scappato a piedi, si ritroverà con la valigetta con dentro l'uranio. La donna farà ben presto i conti con la sua avarizia, sbandando e perdendo il controllo dell'auto, finendo con la valigetta in un canale.
Celestino corre a casa del nonno per chiedere aiuto, e lo trova intento a stendere i soldi, banconota per banconota, per asciugarli dopo aver recuperato la valigetta dall'acqua. Gli amici, che nel frattempo sono in procinto di partire per Milano, trovano Cé ad aspettarli alla stazione per consegnare loro parte del bottino, dimostrando così di averli perdonati.

## Commento del protagonista
Cesare Cremonini a distanza di qualche anno dall'uscita del film ha dichiarato: «È stata un'esperienza straordinaria che mi ha però aperto gli occhi su quello che è un certo mondo del cinema. Ero troppo giovane e inesperto allora per accorgermene. Nonostante questo non ho rimpianti: recitare è per me puro divertimento.»